# Gedian
Gedian (kinesiska: 葛店, 葛店乡) är en socken i Kina. Den ligger i provinsen Henan, i den centrala delen av landet, omkring 170 kilometer sydost om provinshuvudstaden Zhengzhou. Antalet invånare är 53 920. Befolkningen består av 27 331 kvinnor och 26 589 män. Barn under 15 år utgör 24,0 %, vuxna 15-64 år 65 %, och äldre över 65 år 10,0 %.
Genomsnittlig årsnederbörd är 998 millimeter. Den regnigaste månaden är augusti, med i genomsnitt 192 mm nederbörd, och den torraste är januari, med 9 mm nederbörd.